# Phelloderma polypoides
Phelloderma polypoides är en svampdjursart som beskrevs av Thomas Whitelegge 1906. Phelloderma polypoides ingår i släktet Phelloderma och familjen Phellodermidae.
Artens utbredningsområde är havet kring Australien. Inga underarter finns listade i Catalogue of Life.